# Senekane Community
Senekane Community är en gemenskap i Lesotho.   Den ligger i distriktet Berea, i den nordvästra delen av landet, 26 km öster om huvudstaden Maseru.